# Friedrich Freiherr von Broich
Friedrich Freiherr von Broich (1 de enero de 1896 - 24 de septiembre de 1974) fue un general alemán durante la II Guerra Mundial.
Poco antes de iniciarse la Segunda Guerra Mundial, el entonces mayor Broich fue puesto al mando del 34.º Batallón de Reconocimiento (Aufklärungsabteilung). En diciembre de 1939 Broich asumió el mando del 21.º Regimiento de Caballería, que lideró durante la campaña de 1940 en Francia. Después de ser promovido a coronel el 1 de septiembre de 1940, Broich se convirtió en comandante del 22.º Regimiento de Caballería. Durante la campaña rusa de 1941 Broich comandó el 1.º Regimiento de Caballería y después el 1 de diciembre de 1941 asumió el mando de la 24.ª Brigada de Rifles, que después fue convertida en una brigada de Granaderos Panzer. En noviembre de 1942 Broich fue seleccionado para liderar la primera división "Broich" en el teatro de operaciones del Norte de África. En febrero de 1943 fue elegido comandante de la 10.ª División Panzer y promovido a Mayor General.
El 12 de mayo de 1943, Broich se rindió al Ejército británico en Grombalia, Túnez, junto con los restos de la 10.ª División Panzer. Fue detenido en el campo de prisioneros para oficiales de Trent Park durante la duración de la guerra. El 1 de junio de 1943 fue promovido a teniente general. El 7 de octubre de 1947, Broich fue repatriado.

## Condecoraciones
- Cruz Alemana en Oro el 2 de noviembre de 1941 como Oberst en el Regimiento 22[3]
- Cruz de Caballero de la Cruz de Hierro el 29 de agosto de 1942 como Oberst y comandante de la 24.ª Brigada de Granaderos Panzer[4]